# Werner Tzscheetzsch

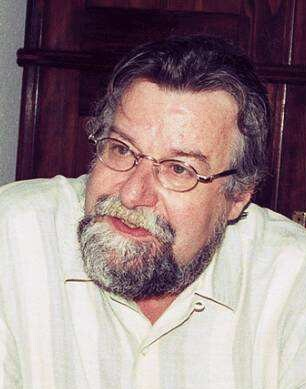
Werner Tzscheetzsch (2000)

Werner Tzscheetzsch (* 30. Januar 1950 in Freiburg im Breisgau; † 3. April 2021 ebenda) war ein deutscher römisch-katholischer Theologe und Hochschullehrer. Seine Hauptforschungsthemen waren die Kirchliche Jugendarbeit und der Religionsunterricht.

## Leben
Werner Tzscheetzsch studierte nach seiner Schulzeit Katholische Theologie und Erziehungswissenschaften an der Universität Freiburg. Beide Fächer schloss er mit dem Diplom ab. Von 1978 bis 1982 war er beim Bund der deutschen katholischen Jugend Freiburg als Bildungsreferent tätig. 1984 wurde er promoviert und 1992 habilitierte er sich an der Universität Freiburg. Von 1990 bis 1995 war er Direktor der Katholischen Akademie für Jugendfragen in Altenberg (Bistum Köln). 
Tzscheetzsch war von 1995 bis zum Entzug seiner Lehrerlaubnis 2009 als Professor für Pädagogik und Katechetik an der Theologischen Fakultät der Universität Freiburg tätig. Danach hatte er bis zu seiner Emeritierung die zum Wintersemester 2009/10 eigens für ihn eingerichtete Professur für Schul- und Sozialpädagogik am Institut für Erziehungswissenschaft derselben Universität inne.
Tzscheetzsch war verheiratet und hatte drei Kinder.

## Entzug der Lehrerlaubnis
Am 19. Januar 2009 entzog ihm der Freiburger Erzbischof Robert Zollitsch die kirchliche Lehrbefugnis, nachdem Tzscheetzsch mitgeteilt hatte, dass er „den kirchlichen Erwartungen an einen Hochschullehrer der katholischen Theologie“ nicht mehr entsprechen könne und wolle. Später erklärte Tzscheetzsch, er könne persönlich mit vielem nichts mehr anfangen, was zu lehren vorgegeben werde: „Ich habe nach und nach für mich erkannt, wie wichtig Autonomie für mich ist – und wie groß gleichzeitig die kirchliche Angst vor dieser Autonomie.“ Ohne die kirchliche Lehrbefugnis konnte Tzscheetzsch – der Beamter war – zwar weiter an der Universität Freiburg lehren, jedoch nicht an der theologischen Fakultät, ebenso durfte er keine Prüfungen für Theologiestudenten mehr abnehmen. Der Fall ist laut Badischer Zeitung insofern einzigartig, als kein Lehrbeanstandungsverfahren gegen Tzscheetzsch vor Entziehung der Lehrbefugnis durchgeführt wurde. Seit Unterzeichnung des Badischen Konkordates im Jahre 1932 war noch keinem Dozenten die Lehrerlaubnis im Erzbistum Freiburg entzogen worden.

## Veröffentlichungen (Auswahl)
- mit Albert Biesinger: Wenn der Glaube in die Pubertät kommt. Ein Ratgeber für Eltern. Herder, Freiburg im Breisgau 2005, ISBN 3-451-27860-X.
- Gott teilt sich mit: Heilsgeschichte im Religionsunterricht. Schwabenverlag Ostfildern, 2002, ISBN 3-7966-1085-4. (Zugleich Habilitationsschrift von 1992 an der Universität Freiburg.)
- mit Günter Biemer: Verletzungen: ein Protest- und Trostbuch. Herder, Freiburg im Breisgau 1992, ISBN 3-451-22486-0.
- Lernprozess Jugendarbeit: Ausbildung jugendlicher Gruppenleiter. Herder, Freiburg im Breisgau 1985, Zweite Auflage 1991, ISBN 3-451-20242-5. (Dissertationsschrift an der Universität Freiburg 1991).